# Kinyang (gênero)
Kinyang é um gênero extinto de crocodilo osteolaemina do Mioceno Inferior ao Médio do Quênia. Duas espécies são atualmente conhecidas, K. mabokoensis da bacia do Lago Vitória e K. tchernovi da bacia do Lago Vitória e do Lago Turkana.